# Lui Lai Yiu
Vera Lui ou Lui Lai Yiu (née le 30 novembre 1994) est une athlète de Hong Kong, spécialiste des haies.
Lui est la transcription en cantonais du chinois Lü.
Elle est également connue pour avoir lancé dans son pays le mouvement #MeToo, en dévoilant en 2017 avoir été victime de harcèlement sexuel par son entraîneur. Elle remporte la médaille de bronze du 100 m haies, avec son record personnel, le 26 août 2018 à Jakarta, lors des Jeux asiatiques de 2018.